# Yun Jie Lemuel Lee
Yun Jie Lemuel Lee, né le 8 juillet 1991, est un coureur cycliste singapourien. Il a été membre de l'équipe OCBC Singapore Continental entre 2012 et 2014.

## Palmarès
- 2009
  - 2e du championnat de Singapour sur route junior
- 2010
  - 3e du championnat de Singapour sur route
- 2011
  -  Champion de Singapour sur route